# 안나 폴로니
안나 브와디스와바 폴로니(폴란드어: Anna Władysława Polony, 1939년 1월 21일 ~ )는 폴란드의 배우이다.

## 출연 작품
- 트루 크라임 (2016)
- 아이언 크로스 (2009)
- 리버스 (2009)
- 제7의 방 (1995)
- 내 부모님의 일기 (1990)
- 십계 (1988)
- 내 사랑의 일기 (1987)
- 내 어린 날의 일기 (1984)